# William Cowper (költő)
William Cowper (Berkhamsted, 1731. november 26. – East Dereham, 1800. április 25.) angol költő.

## Életrajza
Jogot tanult. Fiatal korától kezdve elvonuló, félénk természetű lévén nem tudott a szükséges vizsgákon megfelelni, később aztán a metodista tanok egészen megzavarták, úgy, hogy az őrültek házába került, de ott meggyógyult.
Később 1767-től kezdve elvonultan élt egy Olney nevű faluban, s csak irodalommal foglalkozott, azonban ott is szomorúság nyomasztotta, melyből csak 1778-ra üdült fel. 1782-ben kiadta költeményeit, de azok nem keltettek figyelmet.
1781-ben ismerkedett meg a szellemes Lady Mustennel. Az ő rábeszélésére írta John Gilpin komikus balladáját, és 1785-ben a The Task című didaktikus költeményét. Fordította az Iliaszt, az Odüsszeiát. Költői jelentősége abban áll, hogy igyekezett az angol költészetet a pszeudo-klasszicizmus nyűgétől megszabadítani. Összegyűjtött művei Londonban 1815-ben jelentek meg.